# ثورة أحمد الصخري
ثورة أحمد الصخري كانت سنة 1047 هـ في عهد مراد باي (1622 - 1647) حاكم بايلك الشرق ضمن أيالة الجزائر في العهد العثماني نشبت هذه الثورة في المنطقة الممتدة بين الزاب وحدود تونس وحتى حدود السلطة المركزية بالجزائر فكادت تطيح بالنظام العثماني لأن مدتها طالت وأدت إلى سقوط عدد من الباشوات وعدد كبير من الأرواح وساد خلالها مدينة قسنطينة الفوضى.

## ماقبل الثورة
اتهم باي قسنطينة مراد باي شيخ العرب محمد بن الصخري بن بوعكاز قائد الذواودة الحنانشة بالخروج عن الطاعة وأمسكه سجيناً وكان ذلك بعد أن زاره في مكان خارج مدينة قسنطينة سنة 1047 هـ، فشاور فيه باشا الجزائر والديوان فأشاروا عليه بقتله ففعل ذلك وعلق رأسه هو وابنه أحمد وستة من أصحابه على الخيمة العسكرية ثم في قسنطينة لكن ليس من بين الرؤوس التي علقت بالمدينة رأس ابن الصخري وابنه أحمد.

## أحداثها
بعد مرور عام على مقتل محمد بن الصخري أي سنة 1048 هـ ثار أحمد بن الصخري (أخ القتيل) ضد العثمانيين فنظم جيوشاً من الثوار تتكون من العرب والذواودة والحنانشة.
هاجم الثوار قسنطينة ومدن أخرى فجائت المساعدات لمراد باي لكن ذلك لم يقوض من امتداد الثورة التي وصلت إلى الزيبان والصحراء وعنابة، ومن أشهر المعارك التي انتصر فيها الثوار معركة قجال والتي فر خلالها مراد باي ولم يعرف مصيره بعدها.

## نتائج الثورة
عدل يوسف باشا عن إعلان الجهاد ضد الإسبان في وهران نتيجة لخطورة وعدم استقرار الوضع الداخلي. توجه يوسف باشا شخصياً لمواجهة الثوار فأقام في قسنطينة سنة توجه بعدها إلى الزاب واستخدم كل الوسائل المتاحة لكن الثورة استمرت ما دفعه لمكاتبة أهل الرأي والعلماء وطلب مساعدتهم ودعمهم وتوعد الثوار بالويل والثبور.